# Erebia caradjae
Erebia caradjae är en fjärilsart som beskrevs av Caflisch. Erebia caradjae ingår i släktet Erebia och familjen praktfjärilar. Inga underarter finns listade i Catalogue of Life.